# ニュージャージー工科大学
ニュージャージー工科大学（英語: New Jersey Institute of Technology）は、ニュージャージー州ニューアークに本部を置くアメリカ合衆国の州立大学。1881年創立、1881年大学設置。大学の略称はNJIT。

## 概要
ニュージャージー州ニューアーク市に本部を置く全米屈指の工学系州立大学。研究開発が盛んな少数精鋭の工科大学で知られ、カーネギー高等教育機関分類 R1 の一校に指定されている。ウォールストリートジャーナル紙によるランキングで、全米トップ20校の一つに選ばれている。小規模の大学（約27,500の東京大学の学生数に対して、その半分以下の約13,000の学生数）ながら2025年度の年間運営予算は約1,150億円（7億8,550万ドル)を確保。東京大学の予算1,838億円の6割以上の数字を誇る。建築学部を有する州内唯一の公立大学。
当校メインキャンパスの所在地であるユニバーシティ・ハイツは、4万を超える学生数を有する学芸地区。当校の他に ニュージャージー医科歯科大学、ラトガース大学ニューアーク校、エセクス短期大学 のキャンパスも当学芸地区に所在する。この地区の地理的条件は極めて優れている。マンハッタンへの空の玄関口である『ニューアーク・リバティー国際空港』のおひざ元に在り、またマンハッタン直通の地下鉄『パストレイン』、加えて大陸鉄道『アムトラック』の最重要本線『北東回廊』（ボストン・ニューヨーク・フィラデルフィア・ボルチモア・ワシントンDC を結ぶ鉄道路線）の主要駅の一つである『ペンシルベニア駅 (ニューアーク)』に隣接している。

## 歴史
建国の時代から、ニュージャージー州の北方に位置するニューヨークがアメリカ合衆国の金融の中心であることに対して、ニュージャージー州の南方に位置するフィラデルフィアは同国の工業の中心である。この二つの巨大都市に挟まれたニュージャージー州は、金融業と製造業が同時に、そして急速に栄える州となった。現在でもフォーチュン500（米国経済を代表する500社）の多くが、本社をニュージャージー州に構えており、その数はどの州のそれよりも多く、ニューアーク市周辺に集中している。
この背景のもと米国産業界はニュージャージー州政府に対して、ニューアーク市周辺で公立の工科大学を設立するよう強く要望していた。
1881年、州政府は『Newark College of Engineering』（ニューアーク工科大学）を創立し、当校の発祥の基となった。20世紀に入ると、ゼネラル・エレクトリックのトーマス・エジソン、ベル研究所のアレクサンダー・グラハム・ベル、RCAのデーヴィッド・サーノフなど世界的な発明家・実業家が当校周辺を本拠地として活動し、この地域は人類史上類を見ない産業ルネサンスを遂げ、同校の発展に多大な恩恵をもたらした。
1973年、州政府は『Newark College of Engineering』と『New Jersey School of Architecture』(ニュージャージー州立建築大学)を併合し、現在の『ニュージャージー工科大学』となった。 
昨今の動向
- 2022年 NSF (アメリカ国立科学財団) は当校を米国北東部イノベーション・ハブの一校に指名。United States Innovation and Competition Act（米国イノベーション・競争法案）が推進する、連邦政府科学研究の成果を早期に商業化するミッションの実現に向けて、当校は周辺政府機関（ニューヨーク/ニュージャージー港など）や民間企業と協力し推進する中枢機関としての役割を担うことになる。
- 2019年 キャンパス内に『ナノエレクトロニクス製造施設』を設立。単一分子サイズ電気化学DNAセンサーといった、超微小センサーの研究開発と製造に着手。
- 2019年 計算機科学科大学院向けに新しいキャンパスをマンハッタン対岸のJersey Cityに設立。人工知能、データサイエンティストの需要増加に対応。

## 特色
- 2023年3月27日、米国教育界で話題になった『ニューヨークタイムズ』発表の新しい『大学ランク付け』によると、当校は以下の条件において全米１位に付けている。
  - 学士号取得10年後の卒業生の年収平均の高さ
  - 大学入学時ご家族の年収に対して、学士号取得後の年収の伸び率
  - 大学を卒業できる比率の高さ
  - 高校生入学試験の点数の高さ
  - 教授対生徒の比率の高さ
  - 公立の大学であること。
- 2022年版フォーブス誌によると、当校卒業生の初年収の高さはニュージャージー州内の公立大学で1位、全米の公立大学で14位に付けている。
- フォーブス誌が行う「Upward mobility」ランキングにおいて、当校は2018年より毎年、全米大学で１位にランクインしている。Upward mobilityとは、Low Income 家族（全米所得分布のBottom 20％）出身の学生が卒業後、全米所得分布のTop 20%に移動するという「アメリカン・ドリームの実現性」に着眼した所得層上向きの割合を測る指数である。（米国の工科大学は私立の機関が多く学費が高い。公立の工科大学は学費が低く、当校の学生はLow Incomeの家族出身が多い背景がある。）
- 2022年版Payscale.comによると、Return-on-Investment (一人ひとりの学生が「学費に支払った金額（Investment）」に対して「卒業後に得られた収入（Return）」の平均値、すなわち投資効果の値）の高さにおいて、当校は全米大学のトップ２％のハイ・リターン校に属する。また、2019年版Payscale.comによると、当校卒業生の平均年収は、公立工科大学としては ①ジョージア州立工科大学、②ニューメキシコ州立工科大学に次ぐ、全米第3位（平均年収 勤務年数10年未満=US$62,800 ; 勤務年数10年以上=US$121,000）に付けている。
- 2019年9月、CollegeFactual誌「Civil Engineeringプログラム」で全米2位にランクイン。
- 2019年1月、CollegeFactual誌「コンピュータ情報システムプログラム」で全米1位にランクイン。
- 2018年のデータによると、Undergraduate学生数は8,400+、Graduate学生数は2,900+。学生の出身地は米国39州と米国国外97か国。州内出身者が96%を占めるが、移民一世家族出身が多く少数派民族が全体の約半分を占める。毎年の全米大学調査で最もダイバーシティの高い大学のトップ５入りをしている。
- Financial Aid (奨学金など)を受けている学生の割合は80％以上と高く、奨学金基金の数は210を超える。2016-2017年度に提供された奨学金は$140m (150億円)を超える。
- 学生と教授の割合（17対１）は公立大学としては著しく低く、私立大学なみの「一人ひとりの学生へのきめ細かな教育」が実践されている工科大学として業界から高い評判を得ている。
- 当校教授陣は産業界からの評価が極めて高く、その平均給料（平均年収1500万円弱/USD112,563）の高さは全米すべての公立大学の中で1位にランクインされている。

## 組織
当校は、6つの「学部」と39の研究機関で構成されている。

### 学部（6学部）

#### 工学部(Newark College of Engineering)
- 電気工学・電子工学科 (Department of Electrical and Computer Engineering)
- 医用生体工学科 (Department of Biomedical Engineering)
- 化学工学・生物工学・製薬工学科 (Department of Chemical, Biological and Pharmaceutical Engineering)
- 機械工学科 (Department of Mechanical Engineering)
- 土木工学科・環境工学科 (Department of Civil and Environmental Engineering)
- 経営工学科 (Department of Industrial Engineering)
- 総合工学科 (Department of Engineering Technology)

#### 情報学部(College of Computing Sciences）
- 計算機科学科 (Department of Computer Science)
- 情報工学科 (Department of Information Systems)

#### 理学部(College of Science and Liberal Arts）
- 航空宇宙工学科 (Department of Aerospace Studies)
- 化学科・環境学科 (Department of Chemistry and Environmental Science)
- 人文科学・社会科学・自然科学科 (Department of Humanities)
- 数学科 (Department of Mathematical Sciences)
- 物理学科 (Department of Physics)

#### 建築学部(New Jersey School of Architecture）
- 建築学専攻 (Major in Architecture)

#### 工業デザイン学部 (School of Art and Design）
- ファインアート専攻 (Major in Fine Arts)
- インテリアデザイン専攻 (Major in Interior Design)
- ユーザインタフェース設計専攻 (Major in Digital Design)
- インダストリアルデザイン専攻 (Major in Industrial Design)

#### 経営学部(School of Management）
- 経営学専攻 (Major in Business)
- 国際経済学専攻 (Major in International Business)

### 研究機関（39機関）

#### Applied Life Science（3機関）
- The Center for Applied Genomics
- The Medical Device Concept Laboratory
- The Vision and Neural Engineering Lab

#### Architecture and Design（3機関）
- Center for Architecture and Building Science Research:
- Concrete Testing Laboratory
- Imaging Laboratory

#### Computing, Mathematics, and Telecommunications（7機関）
- Center for Applied Mathematics and Statistics:
- Center for Wireless Communications and Signal Processing Research
- Collaborative Hypermedia Laboratory
- Cryptography & Telecommunication Laboratory
- Data and Knowledge Engineering Laboratory
- electronic Arts Habitat (eArtH)
- New Jersey Center for Wireless Networking and Internet Security

#### Environmental Science and Engineering（6機関）
- York Center for Environmental Engineering and Science
- Center for Airborne Organics
- Northeast Hazardous Substance Research Center
- Geoenvironmental Engineering Laboratory
- Laboratory for Process and Field Analytical Chemistry
- Materials Characterization Laboratory

#### Materials Science and Manufacturing（15機関）
- Bearings and Bearing Lubrications Laboratory
- Dynamic Systems and Control Laboratory
- Center for Manufacturing Systems
- Electro-hydrodynamics Laboratory
- Electronic Imaging Center
- W.M. Keck Laboratory
- Metal Combustion Laboratory
- Microelectronics Fabrication Center
- Microgravity Research Laboratory
- New Jersey Center for Engineered Particulates
- New Jersey Center for Microflow Control
- Optical Science and Engineering
- Polymer Processing Institute
- Vincent A. Stabile Lab
- Waterjet Technology Lab

#### Solar Physics（5機関）
- Center for Solar Research
- Big Bear Solar Observatory
- Owens Valley Solar Array
- Global High-Resolution H-Alpha Network
- Space Weather Research Lab

## 著名な教員
- ドナルド・ペダーソン - IEEE栄誉賞、SPICE (ソフトウェア)発明者

その他、追加中

## 出身者
- デイブ・イズビツキー : アマゾン・ドット・コム社 Amazon Alexa & Amazon Echo 担当 チーフエバンジェリスト
- ビートリス・ヒックス : 米国女性エンジニア学会創立者、ウェスタンエレクトリック社初の女性社長(1941年就任)
- ジョン.J.ムーネィ : アメリカ国家技術賞、三元触媒発明者
- T.J.オマリー : NASA名誉勲章、マーキュリー・アトラス6号、アポロ計画、スカイラブ計画、アポロ・ソユーズテスト計画、スペースシャトル打ち上げ責任者
- ジェラルド.J.フォチーニ : IEEEベル賞、BLAST発明者、無線通信・光通信技術の先駆者
- エレン.M.パウリコスキー : 米国空軍研究所所長、防衛功労章、勲功章、その他多数の章を受賞。
- フレドリック・エベルハルド : Gould & Eberhardt創立者、慈善家
- ウォルター・シラー : マーキュリー計画・ジェミニ計画・アポロ計画の三つの計画の全てに参加し、各計画の有人宇宙船を飛行した歴史上唯一の宇宙飛行士、ハーモン・トロフィー、殊勲飛行十字章三度受賞、その他多数の賞を受賞。　ウォリー・シラー艦艇名に名づけられる。

その他、追加中